# Bundesverwaltungsamt

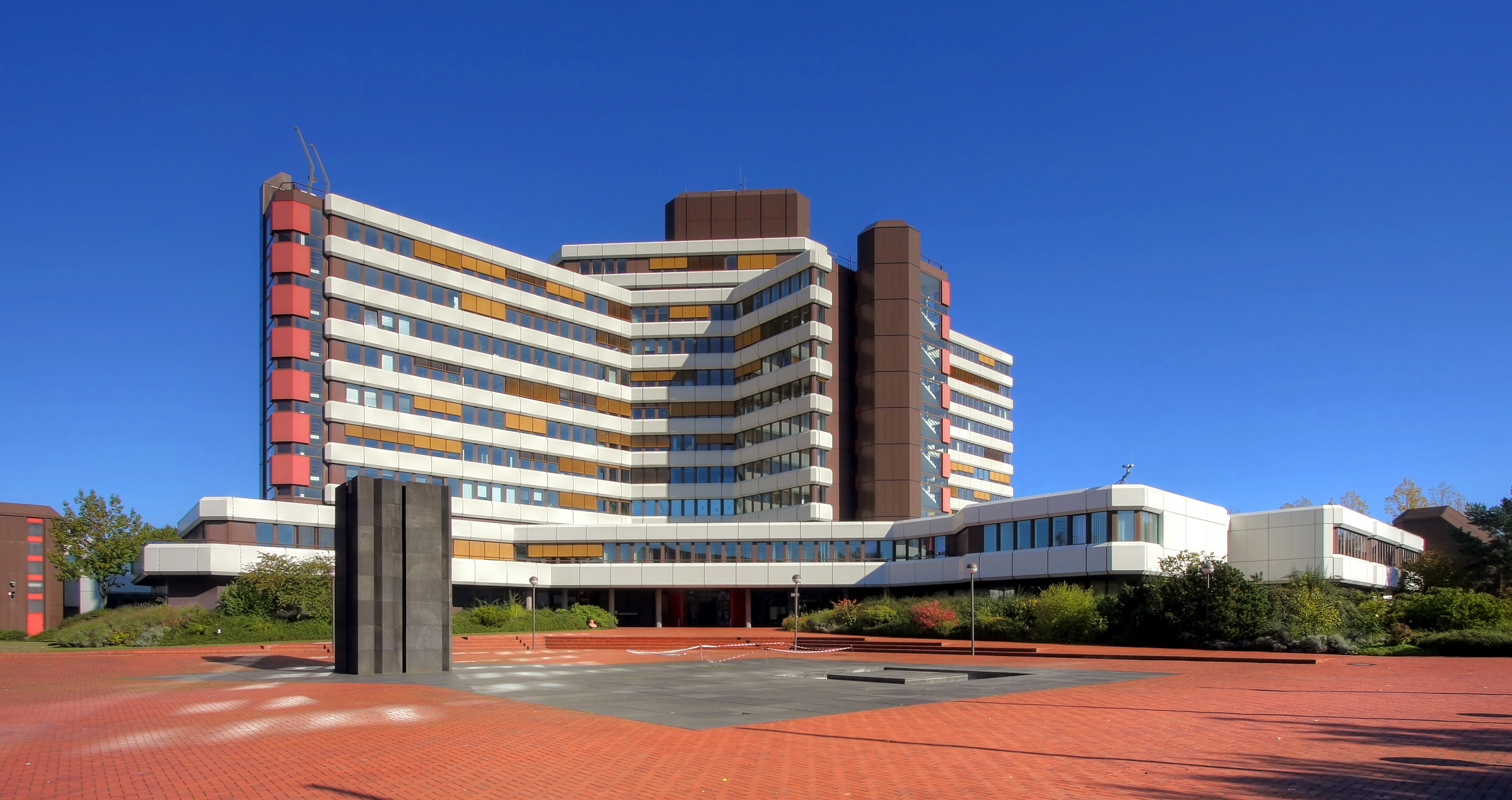
Hauptsitz des Bundesverwaltungsamtes in Köln

Das Bundesverwaltungsamt (BVA) ist eine deutsche Bundesoberbehörde im Geschäftsbereich des Bundesministeriums des Innern (BMI) mit Sitz in Köln und 22 weiteren Standorten.

## Geschichte
Vorläufer des BVA war die 1951 gegründete Bundesausgleichsstelle des Bundesministeriums des Innern, ab 1955 die Bundesstelle für Verwaltungsangelegenheiten. Dieser Behörde oblag die Regelung der Rechtsverhältnisse der unter Artikel 131 des Grundgesetzes fallenden Personen.
Als Folge einer Organisationsprüfung beschloss das Bundeskabinett auf Vorschlag des Bundesbeauftragten für die Wirtschaftlichkeit in der Verwaltung am 26. Februar 1958, mit dem Bundesverwaltungsamt eine neue Behörde zu schaffen, in der zunächst 196 Planstellen entstanden. Im Bundesgesetz vom 28. Dezember 1959 wurde das BVA mit Wirkung zum 14. Januar 1960 als selbständige Bundesoberbehörde im Geschäftsbereich des Bundesministeriums des Innern mit Sitz in Köln am Habsburgerring Nr. 9–13 errichtet. Zum Gründungszeitpunkt umfasste die neue Behörde bereits 299 Mitarbeiter. Weitere zusätzliche Aufgabenbereiche sorgten für stetiges Wachstum der Behörde. Im Oktober 1965 übernahm das BVA die Verwaltungsaufgaben des zivilen Ersatzdienstes, im Oktober 1968 übernahm es das Auslandsschulwesen.
1971 fiel die Entscheidung für ein neues Gebäude auf dem im Bundeseigentum befindlichen Gelände der ehemaligen, im April 1895 fertiggestellten Barbara-Kaserne im Stadtteil Köln-Riehl. Die Grundsteinlegung fand im August 1980 statt und die offizielle Einweihungsfeier in der Barbarastraße 1/Ecke Amsterdamer Straße im Juni 1984. Nach der Deutschen Wiedervereinigung im Jahr 1990 übernahm das Bundesverwaltungsamt u. a. die Abwicklung von Vermögen des Ministeriums für Staatssicherheit der ehemaligen DDR. Die 1990er Jahre waren von einem Wandel der technischen Ausstattung gekennzeichnet. Das BVA setzte auf moderne Technologien und gehörte zu den Vorreitern des papierlosen Büros in der öffentlichen Verwaltung.
Zum 1. Januar 2001 wurde das ehemalige Bundesamt für Zivilschutz (BZS) als damalige Abteilung 5 in das Bundesverwaltungsamt integriert (Bundesverwaltungsamt – Zentralstelle für Zivilschutz (BVA-ZfZ)). Die Aufgaben des Zivilschutzes und des Schutzes kritischer Infrastrukturen wurden am 1. April 2004 in das neue Bundesamt für Bevölkerungsschutz und Katastrophenhilfe (BBK) ausgelagert.
Mit der Auflösung der Bundeswertpapierverwaltung im Juni 2006 wurde die „Verkaufsstelle für die Sammlermünzen der Bundesrepublik Deutschland“ (VfS) dem Bundesverwaltungsamt zugeordnet. Seit dem 1. Februar 2020 firmiert die VfS unter dem Namen „Münze Deutschland“. Die Fach- und Rechtsaufsicht liegt beim Bundesministerium der Finanzen (BMF).
Seit Juli 2013 nimmt das BVA Aufgaben der ehemaligen Wehrbereichsverwaltungen (WBV) der Bundeswehr wahr, darunter die Personalabrechnung. Rund 1400 Angehörige der Bundeswehr wechselten von den WBVen zum BVA. Die WBV-Standorte blieben erhalten und wurden als Dienstleistungszentren (DLZ) in das BVA integriert. Die DLZ übernahmen später weitere Querschnittsaufgaben für andere Behörden.
Zum 1. Juni 2017 gingen die Aufgaben des Bundesamts für Zentrale Dienste und offene Vermögensfragen (BADV) auf das BVA über – mit Ausnahme der offenen Vermögensfragen. Im Zuge dieser Fusion wechselten rund 1500 BADV-Beschäftigte ins BVA.
Mehr als 50 Jahre lang betreute die Zentralstelle für das Auslandsschulwesen (ZfA) unter dem Dach des BVA die deutsche Auslandsschularbeit. Zum 1. Juni 2021 wurde die ZfA mit ihren rund 100 Beschäftigten an den Standorten Bonn und Berlin in den Geschäftsbereich des Auswärtigen Amts überführt und in das neu geschaffene Bundesamt für Auswärtige Angelegenheiten (BfAA) eingegliedert.

## Aufgaben
Das Bundesverwaltungsamt erledigt eine Vielzahl unterschiedlicher Verwaltungsaufgaben des Bundes und ist für alle Ressorts der Bundesverwaltung tätig.
Ein wichtiges Arbeitsfeld stellt die Öffentliche Sicherheit dar. Unter anderem betreibt das BVA nationale und europäische Informationssysteme für verschiedene Sicherheits- und Migrationsbehörden, darunter das Ausländerzentralregister, das Nationale Waffenregister, die Fluggastdatenspeicherung und das Grenzsicherungssystem „Smart Borders“. Als Registermodernisierungsbehörde hat das BVA den Auftrag, die Identifikationsnummer und die übrigen Basisdaten an registerführende Stellen und andere berechtigte Behörden zu übermitteln.
In den letzten Jahren hat das Amt vor allem zentrale Dienstleistungen für andere Bundesbehörden übernommen. So führt es die zentrale Lohnbuchhaltung und die Reisekostenabrechnung für etwa 90 Prozent der Bundesbediensteten. Zu seinen Aufgaben gehören die Zahlung von Bezügen, die Beihilfe sowie Zeiterfassung und Personalgewinnung.
Zukunftsprojekte sind ein immer wichtigerer Teil der Arbeit. So arbeitet das Bundesverwaltungsamt gemeinsam mit dem Bundesministerium des Innern an der Digitalisierung von Verwaltungsleistungen im Bundesportal sowie an der Einführung der digitalen Personalakte in der Bundesverwaltung. Aus eigenen Erfahrungen bei der Verwaltungsmodernisierung heraus entstand der Bereich Organisationsberatung. Beratungsteams des Bundesverwaltungsamtes unterstützen Ministerien und Behörden bei der strategischen Ausrichtung und Digitalisierung. Zudem wurde das Kompetenzzentrum (Groß-)Projektmanagement eingerichtet, das Akteuren aus der öffentlichen Verwaltung mit dem Standardvorgehen der „SOS-Methode“ beim Projektmanagement berät und unterstützt.
Das Bundesverwaltungsamt erbringt Leistungen für mehr als 300 Behörden und Institutionen. Es ist unter anderem für die Rückforderung der BAföG-Darlehen sowie die Bewilligung und Einziehung des Bildungskredites im Rahmen der Förderbestimmungen des Bundesministeriums für Bildung und Forschung zuständig. Außerdem vollzieht es das Bundesvertriebenengesetz, entscheidet über Staatsangehörigkeitsangelegenheiten von Deutschen im Ausland und zieht Konsulardarlehen ein, die diese erhalten haben. Eine besondere Aufgabe ist die Bearbeitung der Anträge von im Ausland lebenden Personen auf Wiedereinbürgerung, denen in der Zeit des Nationalsozialismus „aus politischen, rassischen oder religiösen Gründen“ die deutsche Staatsbürgerschaft entzogen wurde. Noch heute erreichen das Bundesverwaltungsamt rund 3000 Anträge pro Jahr, mittlerweile überwiegend von Nachkommen der Holocaust-Überlebenden, denen ebenfalls eine Wiedereinbürgerung gemäß Art. 116 Abs. 2 GG zusteht. Aufgrund der von den zuständigen Landesbehörden einzureichenden Ausgabennachweise stellt das Bundesverwaltungsamt außerdem die nach § 10 Abs. 1 des Gräbergesetzes (GräbG) vom Bund zu tragenden Aufwendungen fest und weist den Betrag zur Zahlung an die Länder an (§ 7 GräbVwV).
Im Auftrag des Auswärtigen Amtes beglaubigte das Bundesverwaltungsamt bis Ende 2022 Unterschriften auf deutschen öffentlichen Urkunden für die Verwendung in zurzeit 20 Staaten und erteilte Apostillen auf Bundesurkunden für die Verwendung in Ländern, die dem Haager Übereinkommen vom 5. Oktober 1961 beigetreten sind. Seit dem 1. Januar 2023 endbeglaubigt das Bundesamt für Auswärtige Angelegenheiten (BfAA)  Unterschriften auf deutschen öffentlichen Urkunden für die Verwendung im Ausland und erteilt Apostillen auf Bundesurkunden für deren Verwendung in den Beitrittsländern des Haager Übereinkommens.
Darüber hinaus ist das BVA im Bereich der Förderung von Sport und Kultur, politischer Stiftungen sowie der Kinder- und Jugendhilfe tätig. Nach § 42b SGB VIII in der Fassung des Gesetzes zur Verbesserung der Unterbringung, Versorgung und Betreuung ausländischer Kinder und Jugendlicher benennt es das jeweilige Bundesland, das verpflichtet ist, unbegleitete Minderjährige aufzunehmen, die zur Verteilung durch die zuständige Landesstelle angemeldet werden.
Das Bundesverwaltungsamt ist die zentrale Ausbildungsbehörde für Beamte des mittleren nichttechnischen Verwaltungsdienstes in der allgemeinen und inneren Verwaltung des Bundes. Darüber hinaus nehmen die von den Bundesbehörden des Ausbildungsverbundes Köln/Bonn, des Frankfurter Ausbildungsrings bzw. des Ausbildungsverbundes Berlin eingestellten Auszubildenden zum/zur Kaufmann/-frau für Büromanagement; zum/zur Fachinformatiker, zum/zur Fachangestellten für Medien und Informationsdienste und zum Verwaltungsfachangestellten im Bundesverwaltungsamt an theoretischen und praxisbezogenen Lehrveranstaltungsphasen teil.
Auch das Münzwesen des Bundes wird vom Bundesverwaltungsamt wahrgenommen. Dazu gehören u. a. die Gestaltung, die Beauftragung zur Herstellung und der Vertrieb von Euro-Umlauf- und Gedenkmünzen sowie Sammlermünzen.
Seit März 2020 leistet das BVA einen Beitrag zur Bewältigung der Corona-Pandemie. Das Amt unterstützt das Robert Koch-Institut und die Gesundheitsämter der Länder durch die Auswahl und Einstellung von mehr als 2500 befristet beschäftigten „Containment Scouts“ (zumeist Studierende der Medizin oder anderer Gesundheitswissenschaften), die bis mindestens März 2022 die Kontaktnachverfolgung unterstützen und somit Infektionsketten unterbrechen sollen oder in der Betreuung von Beratungshotlines eingesetzt werden. Im weiteren Verlauf der Pandemie zahlte das BVA die Corona-Überbrückungshilfe für Profisportvereine aus.

### BAföG-Rückforderung
Das Bundesverwaltungsamt ist für die Darlehensverwaltung und den -einzug nach dem Bundesausbildungsförderungsgesetz, also für die Abwicklung der Darlehensrückzahlung zuständig. Die Bewilligung von BAföG-Leistungen erfolgt über das jeweils zuständige Amt für Ausbildungsförderung (AfA). Die Ämter für Ausbildungsförderung übermitteln die Daten über die gewährten Darlehensbeträge nicht unmittelbar nach Ende des Studiums, sondern über einen längeren Zeitraum an das BVA. Daher hat der Gesetzgeber den zuständigen Behörden (AfA und BVA) einen Zeitraum von fünf Jahren gelassen, die notwendigen Daten für die Darlehensrückzahlung zu erfassen. Etwa viereinhalb Jahre nach Ende des zuerst mit BAföG geförderten Studiengangs erlässt das BVA einen Feststellungs- und Rückzahlungsbescheid (FRB). Eine Rückzahlung vor Erhalt des Feststellungs- und Rückzahlungsbescheides ist nur in besonderen Ausnahmefällen möglich (z. B. Eintritt in einen Orden [Kloster] oder im Falle einer Auswanderung in ein Land außerhalb der Europäischen Union, in dem eine postalische Erreichbarkeit nicht gewährleistet ist). Fällige Raten, Kosten und Zinsen können auf Antrag unter bestimmten Voraussetzungen ggf. gestundet werden, wenn es nicht möglich ist, sie in einer Summe zu zahlen. Für die nicht fälligen Darlehensbeträge kann unter bestimmten Voraussetzungen (nachweislich kein Einkommen bzw. ein Einkommen, das unter dem Freibetrag liegt) eine Freistellung von der Rückzahlungsverpflichtung beantragt werden.

## Gliederung
An der Spitze des BVA stehen eine Präsidentin und zwei Vizepräsidenten. Die Präsidentin wird von einem Gesamtleitungsstab unterstützt. Das BVA gliedert sich in folgende zwölf Abteilungen:
- Abteilung Z (Zentrale Steuerungsaufgaben)
- Abteilung IT (Informationstechnik; IT-Management)
- Abteilung D (Digitalisierung; Registermodernisierung[28]; Nachfragemanagementorganisation[29])
- Abteilung S (Öffentliche Sicherheit)
- Abteilung SQ (Serviceleistungen; Querschnittsaufgaben)
- Abteilung VM (Verwaltungsmodernisierung; Verwaltungsmanagement; Ordnungsaufgaben)
- Abteilung ZM (Zuwendungsmanagement (national, ESF))
- Abteilung BF (Bildungsfinanzierung)
- Abteilung TS (Travelmanagement; Staatsangehörigkeit; Spätaussiedleraufnahmeverfahren)
- Abteilung B (Beihilfe)
- Abteilung PY (Personalkosten)

Jede Abteilung besteht aus mehreren Referaten. Einige Abteilungen sind in Referatsgruppen gegliedert.

## Standorte
Das BVA hat Dienstliegenschaften an 23 Standorten:
- Bad Homburg vor der Höhe
- Berlin
  - Weißensee
  - Lichtenberg
- Bonn
  - Am Probsthof
  - Godesberger Allee
- Chemnitz
- Düsseldorf
- Frankfurt (Oder)
- Friedland
- Görlitz
- Hamm
- Hannover
- Kiel
  - Rostocker Straße
  - Feldstraße
- Köln
  - Barbarastraße (Haupthaus)
  - Eupener Straße (NTZ)
  - Butzweilerhofallee (Butzweilerstern)
  - Richard-Byrd-Straße
- Leipzig
- Magdeburg
- München
- Neubrandenburg
- Osnabrück
- Pomellen
- Rostock
  - Neuer Markt
  - Wallstraße
- Strausberg
- Stuttgart
- Wiesbaden
- Zeuthen (Gästehaus)

## Leitung
Liste der Präsidenten:
- Karl von Rumohr, 1959 – 1966
- Alfred Faude, 1966 – 1967
- Walther Schultheiss, 1967 – 1969
- Bert Even, 1969 – 1990
- Christoph Grünig, 1990 – 1995
- Jürgen Hensen, 1995 – 2010
- Christoph Verenkotte, 2010 – 2024
- Katja Wilken, seit 1. April 2024

Das Amt des Präsidenten ist in Besoldungsgruppe B 9 der Bundesbesoldungsordnung B eingruppiert.
Liste der Vizepräsidenten:
- Arnold Wattler, 1987 – 1994
- Ernst Liesner, 1987 – 1994
- Goswin Lörken, 1994 – 1998
- Giso Schütz, 1998 – 2009
- Wolfgang Petersson, 2009 – 2014
- Wolf Schwerdtfeger, 2013 – 2017
- Manfred Schmidt, 2017 – 2021
- Silvia Bechtold, 2014 – 2022
- Katja Wilken, 2022 – 2024
- Erwin Heinz, seit 1. August 2021
- Thomas Walter, seit 1. Januar 2025